# Attagenus punctatus
Attagenus punctatus är en skalbaggsart som först beskrevs av Giovanni Antonio Scopoli 1772.  Attagenus punctatus ingår i släktet Attagenus, och familjen ängrar. Enligt den svenska rödlistan är arten nära hotad i Sverige. Arten förekommer på Öland och Götaland. Artens livsmiljö är skogslandskap.

## Bildgalleri

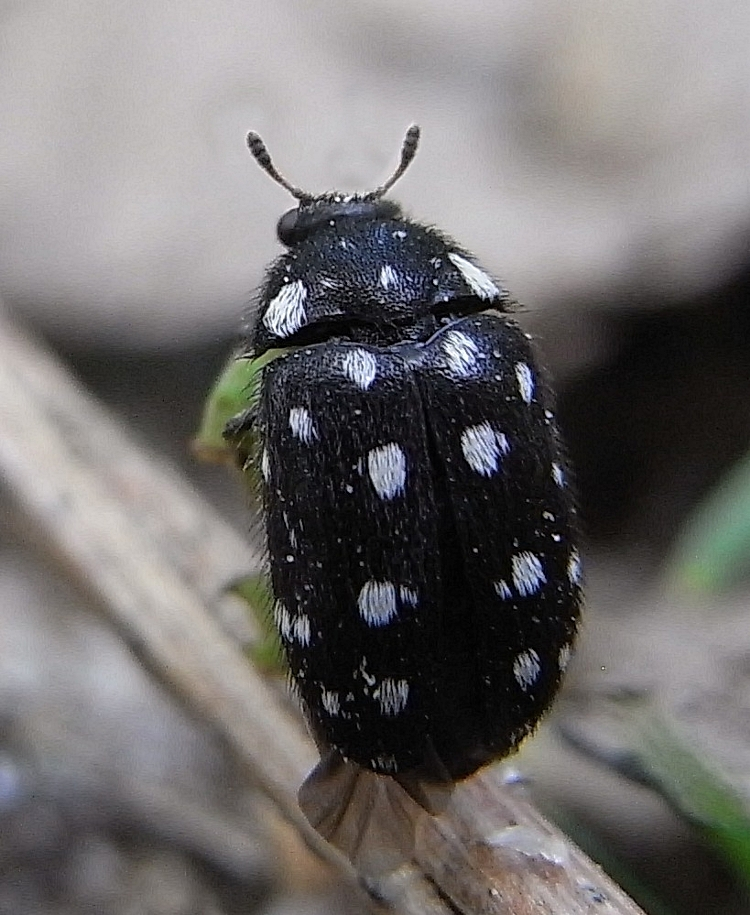
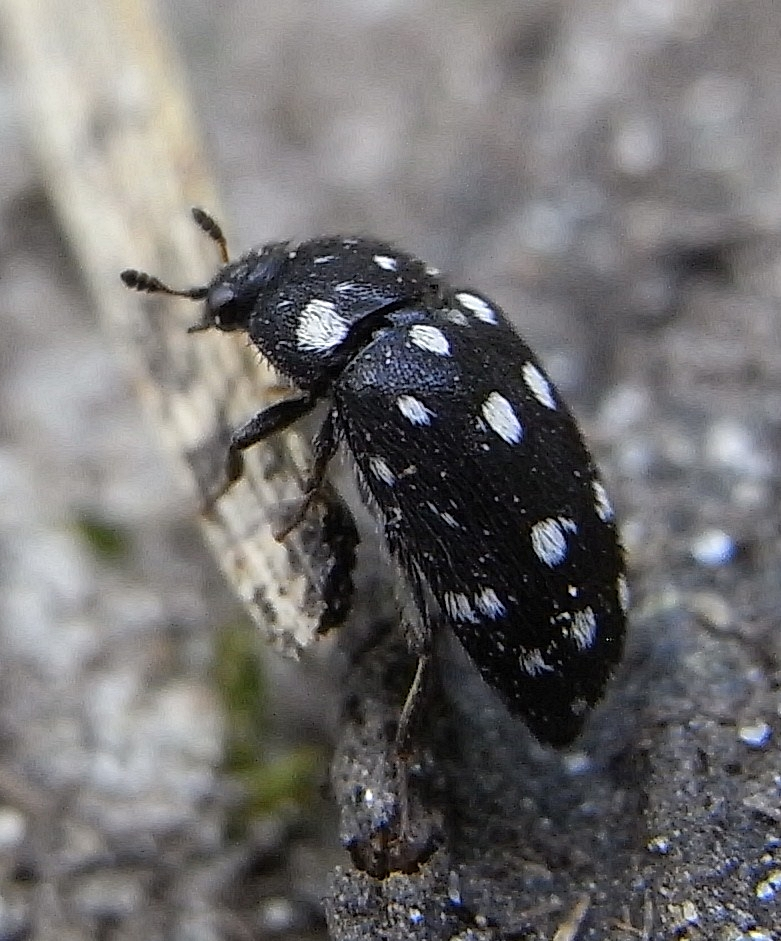